# Liste der Monuments historiques in Authon-la-Plaine
Die Liste der Monuments historiques in Authon-la-Plaine führt die Monuments historiques in der französischen Gemeinde Authon-la-Plaine auf.

## Liste der Bauwerke
| Bezeichnung     | Beschreibung                  | Standort | Kennzeichnung | Schutzstatus | Datum | Bild           |
| --------------- | ----------------------------- | -------- | ------------- | ------------ | ----- | -------------- |
| Kirche St-Aubin | Erbaut ab dem 13. Jahrhundert | (Lage)   | PA00087808    | Inscrit      | 1987  | weitere Bilder |

## Liste der Objekte
- Monuments historiques (Objekte) in Authon-la-Plaine in der Base Palissy des französischen Kultusministeriums